# King Leopold and Queen Astrid Coast
King Leopold and Queen Astrid Coast är en strand i Antarktis. Den ligger i Östantarktis. Australien gör anspråk på området.